# HK Lido Nafta Riga
Der HK Lido Nafta Riga war ein lettischer Eishockeyclub aus Riga, der zwischen 1996 und 2001 an der lettischen Eishockeyliga teilnahm.

## Geschichte
Ab 1994 nahm der Club an der zweiten lettischen Eishockeyliga teil und wurde in der Spielzeit 1995/96 Meister dieser Spielklasse. Damit stieg er in die erste lettische Spielklasse auf. In den folgenden Jahren nahm er an der lettischen Eishockeyliga teil und erreichte dabei dreimal den zweiten Platz der Meisterschaft, 1998, 1999 und 2000. Im letzten Jahr des Bestehens erreichte das Team den dritten Platz.
Über die gesamte Zeit des Bestehens des Clubs spielte Sergejs Povečerovskis für die erste Mannschaft und wurde 1998/99, 1999/2000 und 2000/01 Topscorer der lettischen Eishockeyliga.

## Bekannte ehemalige Spieler
- Agris Saviels
- Mārtiņš Karsums
- Edgars Masaļskis
- Sergejs Povecerovskis
- Lauris Dārziņš
- Leonīds Beresņevs